# Бластоцист
Бластоцистът е структура, образувана в началото на развитието на гръбначните животни. Предшества се от морула.
Бластоцистът е изграден от два слоя клетки: вътрешен наречен ембриобласт или вътрешна клетъчна маса. Трофобластът обгражда ембриобластът и образува кухина в бластоциста кухина, известна като бластоцел. Човешкият бластоцист се състои от 70 – 100 клетки.

## Части на бластоциста
Бластоцистът се състои от два основни вида клетки вътрешен – ембриобласт и външен – трофобласт:
- ембриобластът или вътрешната маса клетка (ВКМ) съдържа клетките, които впоследствие формират същинския ембрион. Той се използва при изследванията с ембрионални стволови клетки;
- трофобласт - слой от клетки, заобикалящи вътрешната маса клетка и кухинка изпълнена с течност наречена бластоцел. Клетките от този слой, в съчетание с ендометриума на майчината матка формират плацентата при плацентните бозайници. От своя страна трофобластът се дели на цитотрофобласт и синцитиотрофобласт.